# Assendelftstraat (Den Haag)
De Assendelftstraat is een smalle eenrichtingsstraat in het centrum van Den Haag, Nederland, tussen de Varkenmarkt en het Westeinde.

## Historie
Hoewel Assendelft een plaats is, is de straat niet daarnaar vernoemd, maar naar een lid van de familie Assendelft, vermoedelijk Gerrit. Het is onbekend hoe oud de straatnaam is. In 1664 werd de straat verbreed. 
De Assendelftstraat kent voornamelijk oude woonhuizen & bedrijfspanden met erboven woonruimte. 
Bijzondere gebouwen : 
- nr. 8-10 is een oud bedrijfsgebouw/pakhuis dat afwijkt van alle andere panden.
- no. 11 & 11A en 49 zijn Rijks beschermd stadsgezicht. [2][3]

Nr. 49 is de pastorie van de Sint Willibrorduskerk, die er tot 1972 naast stond.
- 't Hooftshofje, nr. 53 tot en met 89, gebouwd tussen 1754 en 1756. Rijksmonument. [4]

## Openbaar vervoer
In 1880 ging er een paardentram rijden door over de Varkenmarkt, en door de Assendelftstraat, Vleerstraat en Breedstraat. De huidige Jan Hendrikstraat bestond nog niet, en daarom reed men via deze krappe straten. Dit was lijn B, die reed van Station Hollands Spoor via Oranjeplein, Koningstraat, Boekhorststraat, Herderinnestraat, Lange Beestenmarkt, Breedstraat en Noordwal naar Anna Paulowna straat. In 1887 volgde doortrekking naar Atjehstraat. In 1906 werd dit de elektrische lijn 2. In 1923 werd de Jan Hendrikstraat vergroot en doorgetrokken tot de Prinsegracht; in 1926 verliet lijn 2 de meeste smalle straten en ging via Jan Hendrikstraat en Torenstraat rijden. In 1937 werd deze lijn 2 opgeheven.